# Matthias Murmann

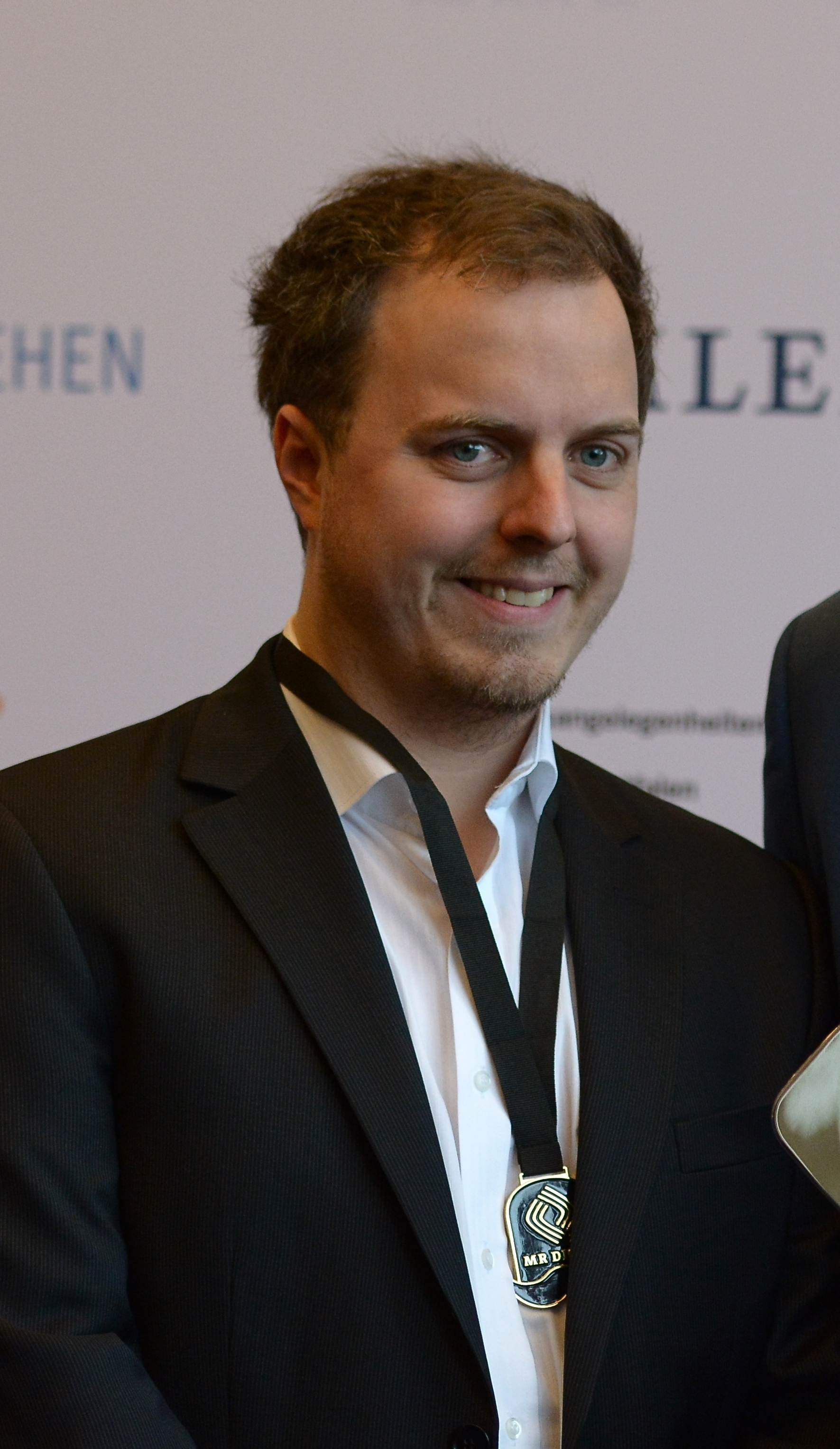
Matthias Murmann (2015)

Matthias Joachim Murmann, geborener Schulz (* 1984 in Aachen) ist ein deutscher Film- und Fernsehproduzent. Er wurde bekannt durch Formate wie die Talk-Show Neo Magazin Royale und die Netflix-Serie How to Sell Drugs Online (Fast). Murmann gewann zahlreiche Auszeichnungen wie den Grimme-Preis und den Deutschen Fernsehpreis.

## Biografie
Nach einer Ausbildung zum Mediengestalter Bild und Ton absolvierte Matthias Murmann ab 2007 an der Kunsthochschule für Medien Köln ein Studium für Film und Fernsehen. Anschließend drehte er zwischen 2008 und 2012 mehrere Kurzfilme, Werbespots und Musikvideos. Der Kurzfilm Armadingen, den er im Rahmen eines Schulprojekts gemeinsam mit Philipp Käßbohrer drehte, gewann mehrere Preise auf Kurzfilmfestivals. 2016 wurde der Abschlussfilm von Murmann und Käßbohrer, Das Problem des Schnellstfluges, veröffentlicht.

## Karriere
Am 17. Januar 2012 gründete Murmann mit Käßbohrer die Produktionsfirma bildundtonfabrik (btf) in Köln-Ehrenfeld und in dem Jahr entwickelten die beiden auch gemeinsam das Konzept für die Talk-Show Roche & Böhmermann im Auftrag des ZDFKultur. Die Show mit den Moderatoren Jan Böhmermann und Charlotte Roche wurde für den Grimme-Preis nominiert und brachte den beiden Produzenten den Förderpreis des Deutschen Fernsehpreises ein.
2013 entwickelten Murmann und Käßbohrer die satirische Talk-Show Neo Magazin (später Neo Magazin Royale), die auf ZDFNeo und später auch im ZDF-Hauptprogramm ausgestrahlt wurde. Die wöchentlichen Folgen wurden im btf Studio geschrieben und produziert. Im gleichen Jahr war Murmann als Produzent an der WDR-Sendung Kebekus! mit Carolin Kebekus beteiligt.
Mit der btf entwickelte Murmann in den folgenden Jahren Formate wie die Comedy-Ensemble-Show Die unwahrscheinlichen Ereignisse im Leben von … (WDR), die Infotainment-Sendung Mr. Dicks - Das erste wirklich subjektive Gesellschaftsmagazin (Einslive/EinsFestival), die Satiresendung Kroymann (ARD) mit Maren Kroymann sowie das Dokumentar-Projekt docupy des WDR.
Murmann ist Showrunner und Executive Producer der von ihm und Käßbohrer entwickelten Netflix-Produktion How to Sell Drugs Online (Fast). Die Serie wurde 2019 veröffentlicht und 2020 und 2021 um je eine zweite und eine dritte Staffel erweitert. 2021 wurde zusätzlich die Dokumentation Shiny Flakes: The Teenage Drug Lord über Maximilian Schmidt, auf dem das Konzept von How to Sell Drugs Online (Fast) basierte, veröffentlicht.
2022 wurde die Netflix-Serie King of Stonks veröffentlicht, an der Murmann als Produzent beteiligt war.

## Filmographie (Auswahl)
- 2010: Armadingen (Produzent)
- 2013: Kebekus! (Produzent)
- 2013–2019: Neo Magazin Royale (Autor, Produzent)
- 2016–2017: Schulz & Böhmermann (Produzent)
- 2017–2018: Kroymann (Produzent)
- 2018: Lass dich überwachen! Die Prism is a Dancer Show (Produzent)
- 2018: Get Well Soon - The Horror (Webserie) (Produzent)
- 2019: How to Sell Drugs Online (Fast) (Executive Producer, Creator)
- 2020: Die Carolin Kebekus Show (Produzent)
- 2020: Drinnen - Im Internet sind alle gleich (Webserie) (Produzent)
- 2021: Shiny Flakes: The Teenage Drug Lord (Produzent)
- 2022: King of Stonks (Executive Producer, Creator)
- 2022: Buba (Produzent)
- seit 2022: Kurzschluss – Silvester für Zwei (Kurzfilmreihe)
  - 2022: Kurzschluss (Produzent)
  - 2023: Der zweite Kurzschluss (Produzent)
  - 2024: Kurzschluss hoch drei (Produzent)

## Auszeichnungen (Auswahl)
- 2005: Silberne Kamera im Visio-Wettbewerb für den Mediennachwuchs (SWR)
- 2011: Lobende Erwähnung beim Max Ophüls Preis für den Kurzfilm Armadingen[19]
- 2012: Nachwuchspreis des deutschen Fernsehpreises für die Konzeption und Produktion von Roche & Böhmermann[20]
- 2014: Grimme-Preis in der Kategorie Unterhaltung für Neo Magazin
- 2015: Grimme-Preis in der Kategorie Unterhaltung für Mr. Dicks – Das erste wirklich subjektive Gesellschaftsmagazin
- 2016: Deutscher Fernsehpreis in der Kategorie Beste Unterhaltung Late Night für Neo Magazin Royale
- 2016: Grimme-Preis in der Kategorie Unterhaltung für #Varoufake in der Sendung Neo Magazin Royale
- 2017: Deutscher Fernsehpreis in der Kategorie Beste Unterhaltung Late Night für Neo Magazin Royale
- 2017: Grimme-Preis in der Kategorie Unterhaltung für #verafake und eine Einspielerschleife in der Sendung Neo Magazin Royale
- 2018: Grimme-Preis in der Kategorie Unterhaltung für Eier aus Stahl - Max Giesinger und die deutsche Industriemusik in der Sendung Neo Magazin Royale
- 2018: Deutsche Akademie für Fernsehen in der Kategorie Fernsehunterhaltung für Kroymann (gemeinsam mit Maren Kroymann und Matthias Murmann)
- 2019: Grimme-Preis in der Kategorie Information & Kultur Spezial für das Team von Docupy für Ungleichland - Reichtum, Chancen, Macht
- 2019: Grimme-Preis in der Kategorie Unterhaltung für Kroymann
- 2019: Grimme-Preis in der Kategorie Unterhaltung für Lass dich überwachen! - Die PRISM IS A DANCER Show
- 2019: Deutscher Fernsehpreis in der Kategorie Beste Comedy für Kroymann
- 2019: Deutsche Akademie für Fernsehen in der Kategorie Editorial office/Producing für How to Sell Drugs Online (Fast)
- 2019: Deutscher Computerspielpreis für Trüberbrook (btf)
- 2019: Romy in der Kategorie Beste Programmidee für Lass dich überwachen! - Die PRISM IS A DANCER Show
- 2020: Grimme-Preis in der Kategorie Kinder & Jugend für How to Sell Drugs Online (Fast)
- 2020: Deutscher Fernsehpreis in der Kategorie Beste Comedy-Serie für How to Sell Drugs Online (Fast)
- 2021: Grimme-Preis in der Kategorie Fiktion für Drinnen - Im Internet sind alle gleich
- 2021: Deutscher Fernsehpreis in der Kategorie Beste Comedy/Late Night für Die Carolin Kebekus Show